# Elezioni comunali in Abruzzo del 2015
Le elezioni comunali in Abruzzo del 2015 si sono svolte il 31 maggio (con ballottaggio il 14 giugno).

## Riepilogo sindaci eletti
Coalizione di centro-destra
| Provincia | Comune | Popolazione legale (censimento 2011) | Sindaco uscente | Sindaco uscente             | Sindaco eletto | Sindaco eletto          | Primo turno | Primo turno | Secondo turno | Secondo turno | Seggi   |
| Provincia | Comune | Popolazione legale (censimento 2011) | Sindaco uscente | Sindaco uscente             | Sindaco eletto | Sindaco eletto          | Voti        | %           | Voti          | %             | Seggi   |
| --------- | ------ | ------------------------------------ | --------------- | --------------------------- | -------------- | ----------------------- | ----------- | ----------- | ------------- | ------------- | ------- |
| Chieti    | Chieti | 51 484                               |                 | Umberto Di Primio (PdL/NCD) |                | Umberto Di Primio (NCD) | 10 606      | 37,00       | 12 063        | 55,01         | 20 / 32 |

## Provincia di Chieti

### Chieti
| Candidati                     | Candidati                    | II turno             | II turno        | I turno | I turno | Liste                 | Voti   | %     | Seggi |
| Candidati                     | Candidati                    | Voti                 | %               | Voti    | %       | Liste                 | Voti   | %     | Seggi |
| ----------------------------- | ---------------------------- | -------------------- | --------------- | ------- | ------- | --------------------- | ------ | ----- | ----- |
|                               | Umberto Di Primio ✔️ Sindaco | 12 063               | 55,01           | 10 606  | 37,00   | Forza Italia          | 3 198  | 11,44 | 7     |
| Nuovo Centrodestra            | Umberto Di Primio ✔️ Sindaco | 12 063               | 55,01           | 10 606  | 37,00   | 2 552                 | 9,13   | 5     |       |
| Identità Teatina              | Umberto Di Primio ✔️ Sindaco | 12 063               | 55,01           | 10 606  | 37,00   | 1 939                 | 6,94   | 4     |       |
| Unione di Centro              | Umberto Di Primio ✔️ Sindaco | 12 063               | 55,01           | 10 606  | 37,00   | 1 759                 | 6,29   | 3     |       |
| Noi Domani                    | Umberto Di Primio ✔️ Sindaco | 12 063               | 55,01           | 10 606  | 37,00   | 907                   | 3,24   | 1     |       |
| Teate Insieme (FdI - APDP)    | Umberto Di Primio ✔️ Sindaco | 12 063               | 55,01           | 10 606  | 37,00   | 224                   | 0,80   | –     |       |
| Totale liste                  | Umberto Di Primio ✔️ Sindaco | 12 063               | 55,01           | 10 606  | 37,00   | 10 579                | 37,84  | 20    |       |
|                               | Luigi Febo                   | 9 866                | 44,99           | 8 678   | 30,28   | Partito Democratico   | 4 176  | 14,94 | 4     |
| Chieti per Chieti             | Luigi Febo                   | 9 866                | 44,99           | 8 678   | 30,28   | 2 018                 | 7,22   | 2     |       |
| Centro Democratico            | Luigi Febo                   | 9 866                | 44,99           | 8 678   | 30,28   | 1 167                 | 4,17   | 1     |       |
| Chieti Domani                 | Luigi Febo                   | 9 866                | 44,99           | 8 678   | 30,28   | 662                   | 2,37   | –     |       |
| Popolari per l'Italia         | Luigi Febo                   | 9 866                | 44,99           | 8 678   | 30,28   | 593                   | 2,12   | –     |       |
| Italia dei Valori             | Luigi Febo                   | 9 866                | 44,99           | 8 678   | 30,28   | 323                   | 1,16   | –     |       |
| Chieti Facile                 | Luigi Febo                   | 9 866                | 44,99           | 8 678   | 30,28   | 183                   | 0,65   | –     |       |
| Seggio di coalizione          | Seggio di coalizione         | Seggio di coalizione | 44,99           | 8 678   | 30,28   | 1                     |        |       |       |
| Totale liste                  | Luigi Febo                   | 9 866                | 44,99           | 8 678   | 30,28   | 9 122                 | 32,63  | 7     |       |
|                               | Ottavio Argenio              | Ottavio Argenio      | Ottavio Argenio | 3 176   | 11,08   | Movimento 5 Stelle    | 2 538  | 9,08  | –     |
| Seggio di coalizione          | Seggio di coalizione         | Seggio di coalizione | Ottavio Argenio | 3 176   | 11,08   | 1                     |        |       |       |
|                               | Bruno Di Paolo               | Bruno Di Paolo       | Bruno Di Paolo  | 2 459   | 8,58    | Giustizia Sociale (A) | 1 536  | 5,49  | –     |
| Bruno Di Paolo Sindaco (B)    | Bruno Di Paolo               | Bruno Di Paolo       | Bruno Di Paolo  | 2 459   | 8,58    | 724                   | 2,59   | –     |       |
| Polo delle Brave Persone (C)  | Bruno Di Paolo               | Bruno Di Paolo       | Bruno Di Paolo  | 2 459   | 8,58    | 70                    | 0,25   | –     |       |
| Seggio di coalizione          | Seggio di coalizione         | Seggio di coalizione | Bruno Di Paolo  | 2 459   | 8,58    | 1                     |        |       |       |
| Totale liste                  | Bruno Di Paolo               | Bruno Di Paolo       | Bruno Di Paolo  | 2 459   | 8,58    | 2 330                 | 8,34   | –     |       |
|                               | Enrico Raimondi              | Enrico Raimondi      | Enrico Raimondi | 1 681   | 5,86    | L'Altra Chieti        | 788    | 2,82  | –     |
| Sinistra Ecologia Libertà     | Enrico Raimondi              | Enrico Raimondi      | Enrico Raimondi | 1 681   | 5,86    | 713                   | 2,55   | –     |       |
| Totale liste                  | Enrico Raimondi              | Enrico Raimondi      | Enrico Raimondi | 1 681   | 5,86    | 1 501                 | 5,37   | –     |       |
|                               | Enrico Raimondi              | Enrico Raimondi      | Enrico Raimondi | 916     | 3,20    | Noi con Salvini       | 582    | 2,08  | –     |
| Partito Liberale Italiano     | Enrico Raimondi              | Enrico Raimondi      | Enrico Raimondi | 916     | 3,20    | 208                   | 0,74   | –     |       |
| Totale liste                  | Enrico Raimondi              | Enrico Raimondi      | Enrico Raimondi | 916     | 3,20    | 790                   | 2,83   | –     |       |
|                               | Enrico Raimondi              | Enrico Raimondi      | Enrico Raimondi | 787     | 2,75    | Rinnoviamo Chieti     | 716    | 2,56  | –     |
|                               | Enrico Raimondi              | Enrico Raimondi      | Enrico Raimondi | 360     | 1,26    | IdeAbruzzo per Chieti | 378    | 1,35  | –     |
| Totale                        | Totale                       | 21 929               | 100             | 28 663  | 100     |                       | 27 954 | 100   | 32    |
|                               |                              |                      |                 |         |         |                       |        |       |       |
| Schede bianche                | Schede bianche               | 275                  | 1,20            | 220     | 0,73    |                       |        |       |       |
| Schede nulle                  | Schede nulle                 | 659                  | 2,88            | 1 209   | 4,02    |                       |        |       |       |
| Votanti                       | Votanti                      | 22 863               | 50,48           | 30 092  | 66,44   |                       |        |       |       |
| Elettori                      | Elettori                     | 45 291               |                 | 45 291  |         |                       |        |       |       |
|                               |                              |                      |                 |         |         |                       |        |       |       |
| Fonte: Ministero dell'interno |                              |                      |                 |         |         |                       |        |       |       |

- Le liste contrassegnate con le lettere A, B e C sono apparentate al secondo turno con il candidato sindaco Luigi Febo.